# Bażeński III
Bażeński III – polski herb szlachecki, odmiana herbu Bażeński.

## Opis herbu
Opis zgodnie z klasycznymi regułami blazonowania:
W polu srebrnym wiewiórka czerwona, siedząca, gryząca orzech, otoczona wieńcem laurowym zielonym. Klejnot: Pół Murzyna w opasce biodrowej z piór srebrnych, trzymającego oburącz sztandar srebrny w skos lewy, z wiewiórką jak na tarczy, w lewo.

## Najwcześniejsze wzmianki
Nieznana geneza odmiany.

## Herbowni
Bażeński.